# Lise-Lotte Nilsson
Kerstin Lise-Lotte Nilsson, född 5 augusti 1945 i Bromma församling i Stockholm, död 16 oktober 2016 i Högalids distrikt i Stockholm, var en svensk skådespelare.

## Biografi
Nilsson debuterade i kortfilmen U-barn (1968) och kom att medverka i knappt tio film- och TV-produktioner. I långfilmen Om 7 Flickor (1973) gjorde Lise-Lotte Nilsson en tolkning av narkotikaberoende Barbro. Nilsson var också verksam vid Stockholms stadsteater och Unga Klara. Inom ramen för skådespelarkarriären framträdde hon även som sångerska. Hon är känd för kvinnokampsången "Vi måste höja vår röster", vilken ingick i Margareta Garpes och Suzanne Ostens pjäs Tjejsnack 1971 och utgavs på musikalbumet Sånger om kvinnor samma år.
Nilsson var ogift men på 1960-talet blev hon sambo med scenografen Sören Brunes (1939–2016) och paret fick två döttrar, scenografen Zofi Nilsson (född 1968) och regissören Nora Nilsson (född 1980), men gick skilda vägar omkring 1990.
Nilsson är begravd på Sandsborgskyrkogården i Stockholm.

## Filmografi
- 1968 – U-barn
- 1970 – Den magiska cirkeln
- 1972 – Jag heter Stelios
- 1973 – Om 7 flickor
- 1974 – En handfull kärlek
- 1975 – Victoria
- 1977 – Mamma pappa barn
- 1981 – Sally och friheten

## Teater

### Roller (ej komplett)
| År   | Roll            | Produktion                                                                 | Regi                                                   | Teater                 |
| ---- | --------------- | -------------------------------------------------------------------------- | ------------------------------------------------------ | ---------------------- |
| 1972 | Anita           | Tillståndet Kent Andersson och Bengt Bratt                                 | Fred Hjelm                                             | Stockholms stadsteater |
| 1973 | Elisabeth Donha | Gösta Berlings saga Selma Lagerlöf                                         | Johan Bergenstråhle Marie-Louise De Geer Bergenstråhle | Stockholms stadsteater |
| 1974 | Daphne Dawson   | Bröllopsfesten Arnold Wesker                                               | Gun Arvidsson                                          | Stockholms stadsteater |
| 1974 | Ragnhild        | Jösses flickor, befrielsen är nära Suzanne Osten och Margareta Garpe       | Suzanne Osten                                          | Stockholms stadsteater |
| 1980 | Flamman         | Fabriksflickorna, makten och härligheten Margareta Garpe och Suzanne Osten | Suzanne Osten                                          | Stockholms stadsteater |
| 1984 | Jessie          | Go' natt, mor Marsha Norman                                                | Björn Melander                                         | Stockholms stadsteater |

### Fotnoter
1. ↑  Lise-Lotte Nilsson Arkiverad 26 oktober 2016 hämtat från the Wayback Machine. Fonus webbplats
2. 1 2  ”Lise-Lotte Nilsson”. Svensk Filmdatabas. http://www.sfi.se/sv/svensk-filmdatabas/Item/?type=PERSON&itemid=69123&iv=OVERVIEW. Läst 24 augusti 2012.
3. ↑  ”Sånger om kvinnor”. Discogs.com. http://www.discogs.com/S%C3%A5nger-Om-Kvinnor-S%C3%A5nger-Om-Kvinnor/release/2987279. Läst 24 augusti 2012.
4. ↑   Sveriges befolkning 1970 (Version 1.00). Stockholm: Sveriges släktforskarförb. 2002. Libris 8861349. ISBN 91-87676-31-1
5. ↑   Sveriges befolkning 1980. Stockholm: Sveriges släktforskarförb. 2004. Libris 9632925. ISBN 91-87676-37-0
6. 1 2   Sveriges befolkning 1990. Ramsele: Svensk arkivinformation (SVAR), Riksarkivet. 2011. Libris 12076919. ISBN 9789188366917
7. ↑  Sören Brunes skapade teaterrum med roll Artikel av Anna Ångström i Svenska Dagbladet den 8 maj 2016. Åtkomst 27 oktober 2016.
8. ↑  Nilsson, Kerstin Lise-Lotte på SvenskaGravar.se